# Baurua Village
Baurua Village är en ort i Kiribati.   Den ligger i örådet Aranuka och ögruppen Gilbertöarna, i den södra delen av landet, 150 km sydost om huvudstaden Tarawa. Baurua Village ligger 8 meter över havet och antalet invånare är 329. Den ligger på ön Buariki.
Terrängen runt Baurua Village är mycket platt.  Närmaste större samhälle är Buariki Village, 6,0 km norr om Baurua Village. 